# Фьерро, Панчо
Франсиско «Панчо» Фьерро Палас (исп. Francisco «Pancho» Fierro Palas, 1807 или 1810, Лима — 28 июля 1879, Лима) — перуанский художник, имевший смешанное индейское и афроперуанское происхождение. Известен прежде всего своими костумбристскими акварелями.

## Биография и творчество

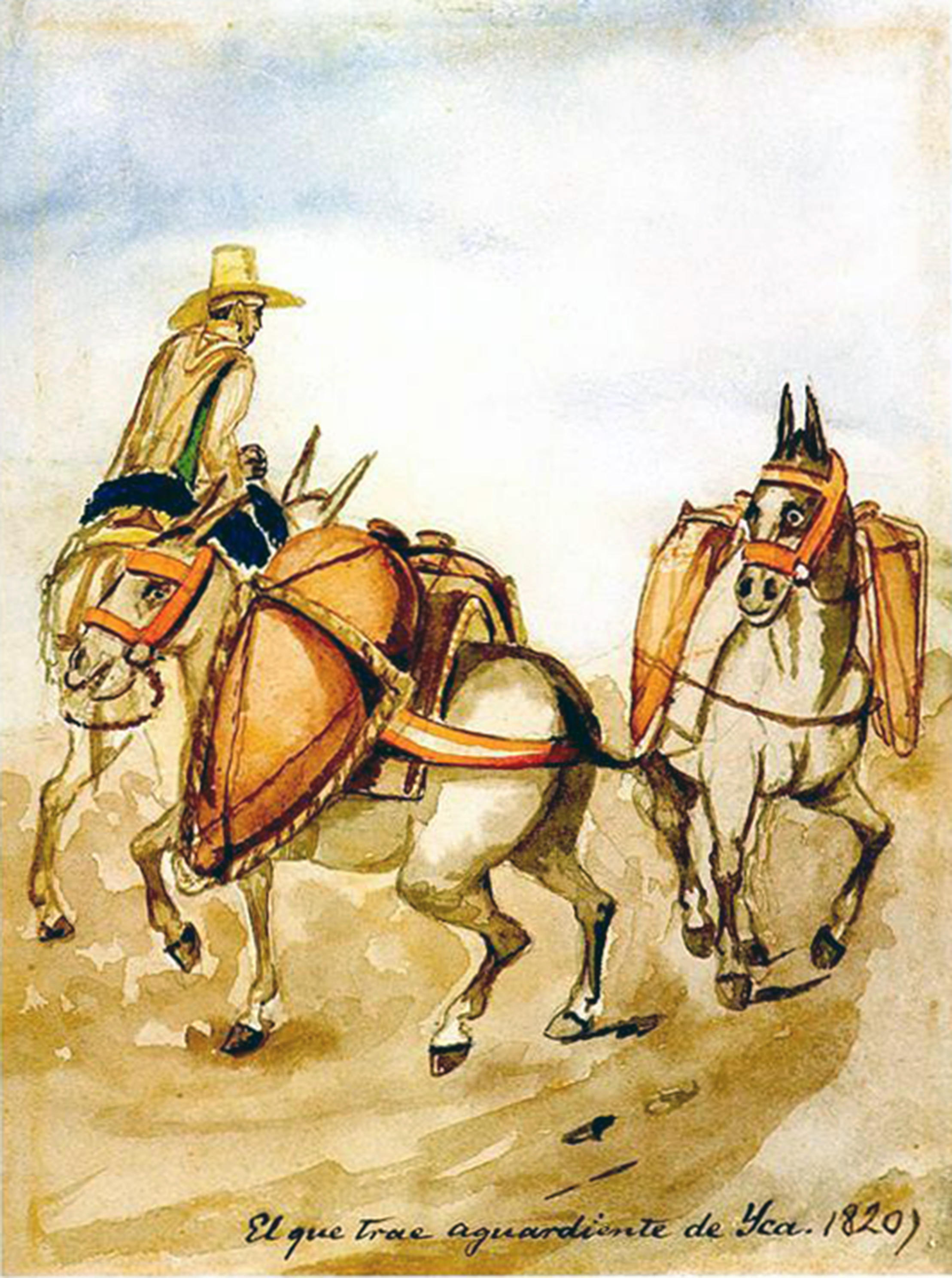
акварель, 1820

Родился в бедной семье мулатов, точная дата рождения неизвестна. С раннего детства рисовал на бумаге людей и предметы.
Рисовал в основном акварелью, зарабатывал на жизнь созданием коммерческих рекламных плакатов, театральных афиш и вывесок, а также фресок в богатых домах и учреждениях Лимы, но также создал множество картин на темы природы, религии и различных реалий перуанского быта: бои быков, перевозку грузов вьючным транспортом, магазины, карнавалы, уличные шествия. Многие из его картин также представляют собой сцены из повседневной жизни Лимы и портреты самых разных людей, от индейцев и афроперуанцев в национальных костюмах до солдат, рабочих, прачек, уличных торговцев, священников, богатых женщин и так далее. Некоторым его картинам свойственно сочувствие к людям, изображённым на них, тогда как другие представляют собой образцы сатиры и карикатуры.
Многие из его картин были собраны в 1853 году Арчибальдом Смитом; впоследствии некоторые из них оказались в музеях США, Франции, России (коллекция Леопольда Шренка, переданная в Кунсткамеру) и других стран.